# アドマイヤデイトナ
アドマイヤデイトナ（欧字名:Admire Daytona、2022年3月17日 - ）は、日本の競走馬。主な勝ち鞍は2025年のUAEダービー。
馬名の意味は冠名+米国フロリダ州の中部に位置する町。

## 経歴

### デビュー前
2022年3月17日、北海道安平町のノーザンファームで誕生。同年のセレクトセール当歳市場にて6600万円（税別）で近藤旬子により落札された。その後、美浦・加藤征弘厩舎に入厩した。

### 2歳（2024年）
10月6日東京ダート1600mの2歳新馬戦で戸崎圭太を背にデビュー。レースは好位中団で脚を溜めるものの直線で伸びを欠いて4着に敗れる。10月26日東京ダート1600mの2歳未勝利戦では新たにクリストフ・ルメールとコンビを組み、中団追走から直線で懸命に追い上げてきたが逃げ粘るアレスグートを捕え切れず2着となる。11月23日東京ダート1600mの2歳未勝利戦では道中4番手追走から直線で一旦は先頭に立つも最後はルクソールカフェにハナ差でかわされ2戦続けての2着に敗れて2歳シーズンを終える。

### 3歳（2025年）
2月8日東京ダート1600mの3歳未勝利戦で始動。2番手追走から直線で楽に抜け出すと最後はサトミノエンジェルに4馬身差をつけ快勝、デビュー4戦目で初勝利を挙げる。中1週で挑んだ2月23日のヒヤシンスステークスは鮫島克駿を鞍上に迎え、レースではスタートで出負けするも道中は中団のやや後ろで待機し、直線で外から懸命に脚を伸ばしたがルクソールカフェの4着に敗れる。この後、ドバイに遠征し4月5日に行われたG2UAEダービーにクリストフ・ルメールとのコンビで出走。好スタートから先手を奪うと、最後の直線でハートオブオナー、ドンインザムードと3頭の追い比べを制し逃げ切って重賞初制覇を果たすとともに、ケンタッキーダービーへの優先出走権を獲得した。

## 競走成績
以下の内容は、netkeiba.com、JBISサーチ、Racing Post、エミレーツ競馬協会およびEquibaseに基づく。
| 競走日     | 競馬場              | 競走名      | 格 | 距離（馬場）  | 頭 数 | 枠 番 | 馬 番 | オッズ （人気） | 着順 | タイム （上り3F） | 着差  | 騎手        | 斤量 [kg] | 1着馬（2着馬）         | 馬体重 [kg] |
| ---------- | ------------------- | ----------- | -- | ------------- | ----- | ----- | ----- | --------------- | ---- | ----------------- | ----- | ----------- | --------- | ---------------------- | ----------- |
| 2024.10.06 | 東京                | 2歳新馬     |    | ダ1600m（重） | 16    | 5     | 9     | 005.40（4人）   | 04着 | R1:37.4（36.4）   | -0.6  | 0戸崎圭太   | 56        | マリブオレンジ         | 510         |
| 0000.10.26 | 東京                | 2歳未勝利   |    | ダ1600m（良） | 16    | 5     | 10    | 002.80（2人）   | 02着 | R1:38.9（37.4）   | -0.3  | 0C.ルメール | 56        | アレスグート           | 514         |
| 0000.11.23 | 東京                | 2歳未勝利   |    | ダ1600m（稍） | 16    | 8     | 16    | 002.90（2人）   | 02着 | R1:35.8（35.5）   | -0.0  | 0C.ルメール | 56        | ルクソールカフェ       | 512         |
| 2025.02.08 | 東京                | 3歳未勝利   |    | ダ1600m（良） | 16    | 7     | 13    | 001.10（1人）   | 01着 | R1:39.0（37.5）   | -0.7  | 0C.ルメール | 57        | （サトミノエンジェル） | 518         |
| 0000.02.23 | 東京                | ヒヤシンスS | L  | ダ1600m（良） | 10    | 7     | 8     | 009.10（5人）   | 04着 | R1:38.2（35.5）   | -0.6  | 0鮫島克駿   | 57        | ルクソールカフェ       | 516         |
| 0000.04.05 | メイダン            | UAEダービー | G2 | ダ1900m（Fs） | 9     | 3     | 1     | 009.50（6人）   | 01着 | R1:59.131         | -0.0  | 0C.ルメール | 57        | （Heart of Honor）     | 計不        |
| 0000.05.03 | チャーチル ダウンズ | KYダービー  | G1 | ダ10F（Sp）   | 19    | 5     | 6     | 0042.85（19人） | 19着 | R2:02.31          | 10.95 | 0C.ルメール | 57        | Sovereignty            | 計不        |

- 海外の競走の「枠番」欄にはゲート番を記載
- 海外のオッズ・人気は現地主催者発表のもの（日本式のオッズ表記とした）
- 競走成績は2025年5月3日現在

## 血統表
| アドマイヤデイトナの血統     | アドマイヤデイトナの血統                | アドマイヤデイトナの血統                | （血統表の出典）                        | （血統表の出典） |
| 父系                         | ストームキャット系                      | ストームキャット系                      | ストームキャット系                      | [ § 2 ]          |
| 父 *ドレフォン 鹿毛 2013     | 父の父Gio Ponti 鹿毛 2005               | Tale of the Cat                         | Storm Cat                               | Storm Cat        |
| 父 *ドレフォン 鹿毛 2013     | 父の父Gio Ponti 鹿毛 2005               | Tale of the Cat                         | Yarn                                    |                  |
| 父 *ドレフォン 鹿毛 2013     | 父の父Gio Ponti 鹿毛 2005               | Chipeta Springs                         | Alydar                                  | Alydar           |
| 父 *ドレフォン 鹿毛 2013     | 父の父Gio Ponti 鹿毛 2005               | Chipeta Springs                         | Salt Spring                             |                  |
| 父 *ドレフォン 鹿毛 2013     | 父の母Eltimaas 鹿毛 2007                | Ghostzapper                             | Awesome Again                           | Awesome Again    |
| 父 *ドレフォン 鹿毛 2013     | 父の母Eltimaas 鹿毛 2007                | Ghostzapper                             | Baby Zip                                |                  |
| 父 *ドレフォン 鹿毛 2013     | 父の母Eltimaas 鹿毛 2007                | Najecam                                 | Trempolino                              | Trempolino       |
| 父 *ドレフォン 鹿毛 2013     | 父の母Eltimaas 鹿毛 2007                | Najecam                                 | Sue Warner                              |                  |
| 母 *アイスパステル 鹿毛 2014 | 母の父Shackleford 栗毛 2008             | Forestry                                | Storm Cat                               | Storm Cat        |
| 母 *アイスパステル 鹿毛 2014 | 母の父Shackleford 栗毛 2008             | Forestry                                | Shared Interest                         |                  |
| 母 *アイスパステル 鹿毛 2014 | 母の父Shackleford 栗毛 2008             | Oatsee                                  | Unbridled                               | Unbridled        |
| 母 *アイスパステル 鹿毛 2014 | 母の父Shackleford 栗毛 2008             | Oatsee                                  | With Every Wish                         |                  |
| 母 *アイスパステル 鹿毛 2014 | 母の母ミリオンギフト 鹿毛 1998          | *サンデーサイレンス                     | Halo                                    | Halo             |
| 母 *アイスパステル 鹿毛 2014 | 母の母ミリオンギフト 鹿毛 1998          | *サンデーサイレンス                     | Wishing Well                            |                  |
| 母 *アイスパステル 鹿毛 2014 | 母の母ミリオンギフト 鹿毛 1998          | *メイプルジンスキー                     | Nijinsky                                | Nijinsky         |
| 母 *アイスパステル 鹿毛 2014 | 母の母ミリオンギフト 鹿毛 1998          | *メイプルジンスキー                     | Gold Beauty                             |                  |
| 母系(F-No.)                  | (FN:1-g)                                | (FN:1-g)                                | (FN:1-g)                                | [ § 3 ]          |
| 5代内の近親交配              | Storm Cat：S4×M4、Mr. Prospector：S5×M5 | Storm Cat：S4×M4、Mr. Prospector：S5×M5 | Storm Cat：S4×M4、Mr. Prospector：S5×M5 | [ § 4 ]          |
| 出典                         | 1. 2. 3. 4.                             | 1. 2. 3. 4.                             | 1. 2. 3. 4.                             | 1. 2. 3. 4.      |

- 3代母メイプルジンスキー（Maplejinsky）は1988年アラバマステークス勝ち馬。
- 主な近親にDayjur（1990年アベイ・ド・ロンシャン賞ほか）、Sky Beauty（1997年エイコーンステークスほか）、Violence（2012年キャッシュコールフューチュリティ）、Pine Island（2006年アラバマステークスほか）、バーディバーディ（2010年兵庫チャンピオンシップほか）、Tale of Ekati（2008年シガーマイルハンデキャップほか）、ハッピーグリン（OROカップ）。